# チャールズ・スペンサー (第3代マールバラ公)
第3代マールバラ公爵および第5代サンダーランド伯爵チャールズ・スペンサー（英: Charles Spencer, 3rd Duke of Marlborough, 5th Earl of Sunderland, KG, PC、1706年11月22日 - 1758年10月20日）は、イギリスの貴族・政治家・軍人。
1729年に兄よりサンダーランド伯爵位、1733年に母方の伯母よりマールバラ公爵位を継承した。

## 経歴
第3代サンダーランド伯爵チャールズ・スペンサーと妻アン・チャーチル（初代マールバラ公爵ジョン・チャーチルとサラ・ジェニングスの三女）の次男として生まれた。
1722年にイートン校を卒業した。第4代サンダーランド伯爵位を継いでいた兄ロバートが子のないまま亡くなったため、1729年に第5代サンダーランド伯爵となった。さらに1733年、母方の伯母である第2代マールバラ公爵夫人ヘンリエッタ（彼女の息子は既に先立っていた）の死によりマールバラ公爵位も継承した。
1738年には第38歩兵連隊の大佐となる。1743年に少将に昇進。1743年にはデッティンゲンの戦いに近衛歩兵旅団の指揮官として参加し、可もなく不可もなく任務をこなした。
政界ではホイッグ党に所属し、1738年から1743年にかけては王室寝室長官を務める。1749年から1755年にかけては王室家政長官を務めた。1755年に王璽尚書と軍需長官に任じられ、七年戦争初期にヨーロッパ大陸で遠征軍を率いたが、遠征中の1758年にドイツにおいて赤痢で死亡した。
爵位は息子のジョージが継承した。
甥のジョンはホイッグ党の政治家として活動、後にスペンサー伯爵家の祖となった。

## 栄典

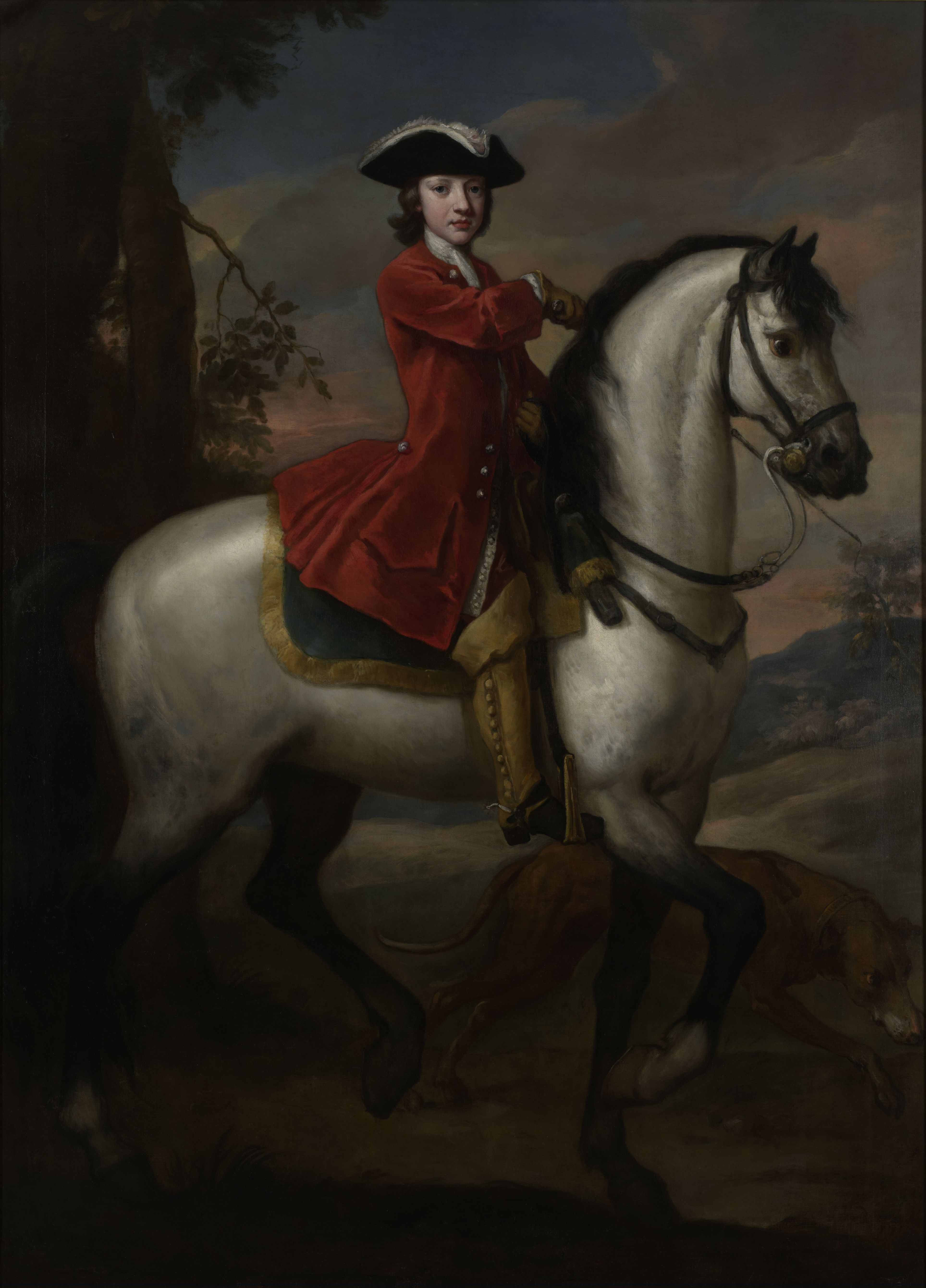
少年時代のチャールズ・スペンサー。ジョン・ヴァンダーバンク画

### 爵位
- 1729年、第5代サンダーランド伯爵（1643年創設イングランド貴族爵位）[1]
- 1729年、第7代ウォームレイトンのスペンサー男爵（1603年創設イングランド貴族爵位）[1]
- 1733年、第3代マールバラ公爵（1702年創設イングランド貴族爵位）[1]
- 1733年、第3代ブランドフォード侯爵（1702年創設イングランド貴族爵位）[1]
- 1733年、第3代マールバラ伯爵（1689年創設イングランド貴族爵位）[1]
- 1733年、第3代サンドリッジのチャーチル男爵（1685年創設イングランド貴族爵位）[1]

### 勲章
- 1740年、ガーター勲章士（KG）[1]
- 1743年、王立協会フェロー（FRS）[1]
- 1746年、名誉民事法学博士号（DCL）（オックスフォード大学名誉学位）[1]
- 1749年、枢密顧問官（PC）[1]

## 家族
妻は第2代トレヴァー男爵トマス・トレヴァーの娘エリザベスで、彼女との間に5人の子を儲けた。
- ダイアナ（英語版）（1734年 - 1808年） - 第2代ボリングブルック子爵フレデリック・シンジョンと結婚、離婚後トパム・ボークラーク（英語版）と再婚。
- エリザベス（英語版）（1737年 - 1831年） - 第10代ペンブルック伯ヘンリー・ハーバート（英語版）と結婚
- ジョージ（1739年 - 1817年）
- チャールズ（英語版）（1740年 - 1820年）
- ロバート（英語版）（1747年 - 1831年）